# Huminsäuren

Beispielstruktur einer Huminsäure. Diese kann unterschiedliche chemische Komponenten wie Chinon-, Phenol-, Zucker- oder Peptidkomponenten enthalten, die miteinander beispielsweise über phenolische Brücken verknüpft sind.

Huminsäuren sind natürlich in Humusböden, Torf und Braunkohle vorkommende Huminstoffe. Die Gruppe verschiedener Säuren bildet sich durch partiellen Abbau von Resten abgestorbener Lebewesen im Boden. Sie erfüllen in Humusböden eine wichtige Funktion als Bioeffektor und Speicher für basische Stickstoffverbindungen. Erstmals beschrieben wurden sie vom deutschen Chemiker Franz Carl Achard. Ihre Salze werden als Humate bezeichnet.

## Merkmale
Huminsäuren sind hochmolekulare chemische Verbindungen, die neben anderen Huminstoffen während des Abbauprozesses von biologischem Material durch „Humifizierung“ gebildet werden. Der Molmassenbereich der Huminsäuren liegt dabei zwischen 2000 und 300.000 Dalton. Sie bestehen hauptsächlich aus teilweise abgebautem pflanzlichem Lignin und Cellulose, an die oft auch Proteine und Kohlenhydrate angelagert sind. Dabei werden leicht abbaubare Substanzen wie Zucker endoxidiert, wohingegen schwer abbaubare Stoffe wie Lignin, Wachse sowie Fett- und Proteinkomponenten lange im Boden enthalten bleiben und derart für die Erhaltung biologischer Komponenten wie Holz, Leder, Pflanzenfasern, Pollen etc. sorgen, was zum Beispiel für die Archäologie wichtig ist, andererseits jedoch durch den hohen Säuregrad den Kalk in Knochen rasch auflösen.
Humus stellt also eine meist dunkle Masse von organischen, nicht leicht abbaubaren Substanzen dar, die durch Bakterien, Pilze und Protozoen in chemisch nicht klar definierte polymere Stoffe überführt werden. Im Boden besitzen die Huminsäuren eine wichtige Funktion als natürliche Ionenaustauscher, die basische Stickstoffverbindungen binden und diese im Austausch gegen metallische Kationen wieder freisetzen.
Huminsäuren weisen neben den Säuregruppen noch andere funktionelle Gruppen auf. In Wasser dissoziieren sie in ein elektrisch hoch geladenes Polyanion und eine entsprechende Anzahl von Kationen. Bei der Wasseraufbereitung werden Huminsäuren mit Aktivkohlefiltern, speziellen Ionenaustauschfiltern (Scavengerfiltern) oder Membranverfahren (Umkehrosmose) entfernt, da das Wasser sonst gelb gefärbt wäre oder nachgeschaltete Ionenaustauschharze durch „Fouling“ geschädigt würden.

## Zusammensetzung / Fraktionierung
Entsprechend der unterschiedlichen Löslichkeit können Huminstoffe fraktioniert (chemisch aufgeteilt) werden. Nach F. J. Stevenson unterscheidet man die wasserlöslichen Fulvosäuren (Molmasse < 3000 Da) von den wasserunlöslichen, aber alkalilöslichen Huminsäuren und den wasser- und alkaliunlöslichen Huminen. Aus den Huminsäuren kann man durch Lösen mit Alkohol die Hymatomelansäuren abtrennen. Weiterhin ist durch spezielle Trennverfahren eine Auftrennung der Huminsäuren in Grau- und Braunhuminsäuren möglich. Huminsäuren lassen sich aus ihren alkalischen Lösungen mit verdünnten Mineralsäuren ausfällen. 
Die International Humic Substances Society  (IHSS, deutsch: Internationale Huminstoffgesellschaft) befasst sich mit der Chemie, den Eigenschaften und der Anwendung von Huminsäuren, insbesondere in der Umwelt, Wasserwirtschaft und Landwirtschaft, während die Internationale Moor- und Torfgesellschaft (IMTG) sich vorwiegend mit der Erforschung und Anwendung von Humin- und Fulvosäuren aus Torf in der Landwirtschaft (Gartenbau) aber auch der Medizin (Balneologie) beschäftigt.